# Brooke Shipley
Pour les articles homonymes, voir Shipley.
Brooke Elizabeth Shipley est une mathématicienne américaine. Elle travaille comme professeure à l'Université de l'Illinois à Chicago, où elle a dirigé le Département de mathématiques, de statistiques et d'informatique de 2014 à 2022. Ses recherches portent sur la théorie de l'homotopie et l'algèbre homologique.

## Formation et carrière
Shipley est diplômée de l'université Harvard en 1990. Elle obtient son doctorat en 1995 du Massachusetts Institute of Technology, sous la direction de Haynes Miller, pour ses travaux sur la convergence de la suite spectrale d'homologie d'un espace cosimplicial.
Shipley reçoit ensuite une bourse de recherche postdoctorale NSF. Après des études postdoctorales à l'université de Notre-Dame-du-Lac et à l'université de Chicago, elle rejoint la faculté de l'université Purdue en 1998 et y est titularisée en 2002. Elle déménage ensuite à l'université de l'Illinois à Chicago en 2003.
En 2009, Shipley devient co-chercheuse principale de la subvention ADVANCE de la National Science Foundation de l'UIC pour soutenir le programme WISEST (Women in Science and Engineering System Transformation). Elle est directrice de WISEST de 2012 à 2013.

## Prix et distinctions
En 2014, elle est élue membre de l'American Mathematical Society « pour ses contributions à la théorie de l'homotopie et à l'algèbre homologique ainsi que pour ses services à la communauté mathématique ». Puis en 2016, elle devient représentante du Comité des Sponsors Académiques du Mathematical Sciences Research Institute
Elle et John Greenlees sont co-lauréats du prix Senior Berwick 2022 pour leur article "An algebraic model for rational torus-equivariant spectra".
- Prix de carrière NSF (2002-2009) [1]
- Professeur adjoint exceptionnel de la Purdue University School of Science (2001)

## Publications (sélection)
- Brooke Shipley, HZ-algebra spectra are differential graded algebras, American Journal of Mathematics, 129(2):351–379, 2007. lien Math Reviews
- (en) Mark Hovey, Brooke Shipley et Jeff Smith, « Symmetric spectra », Journal of the American Mathematical Society, vol. 13, no 1,‎ 2000, p. 149–208 (DOI 10.1090/S0894-0347-99-00320-3, MR 1695653).